# Gallup, Novi Meksiko
Gallup (navajo: Naʼnízhoozhí) je sjedište okruga McKinleyja u američkoj saveznoj državi Novom Meksiku. U Gallupu živi 21.678 stanovnika, prema popisu 2010. Najveće je naselje između Flagstaffa i Albuquerquea. Proglašen je pobjednikom natječaja Best of the Road kao Najpatriotskiji mali grad u Americi za 2013./2014.
Nalazi se na Stazi predaka, jednoj od označenih slikovitih sporednih cesta u Novom Meksiku.

## Povijest
Gallup je osnovan 1881. godine. Bio je krajnja točka željezničke pruge Atlantik - Pacifik. Ime je dobio po Davidu Gallupu, činovniku koji je isplaćivao plaće djelatnicima te pruge. Za vrijeme drugog svjetskog rata, grad se uspješno oduprio ratnom interniranju 800 njihovih sugrađana američkih Japanaca. Gallup je poznat kao "Srce indijanske zemlje" jer se nalazi usred brojnih indijanskih rezervata i dom je brojnim plemenima.

## Kultura
Povijesni hotel El Rancho udomio je brojne filmske zvijezde kao što su John Wayne, Ronald Reagan, Humphrey Bogart, Spencer Tracy, Katharine Hepburn, Joan Crawford, Kirk Douglas, Doris Day, Gregory Peck i Burt Lancaster. Grubi teren oko Gallupa hollywoodski su filmaši mnogo tražili 1940-ih i 1950-ih za snimanje vesterna. U hotelu su boravili glumci i filmsko osoblje. Među poznatije filmove koji su snimljeni u Gallupu spadaju Billy the Kid (1930.), Pursued (1947.), The Sea of Grass (1947.), Four Faces West (1948.), Only the Valiant (1951.), Ace in the Hole (1951.), Bijeg iz tvrđave Bravo (1953.), A Distant Trumpet (1964.) i The Hallelujah Trail (1965.).

## Poznati stanovnici
- Chon Gallegos, igrač američkog nogometa u NFL
- Arthur T. Hannett, guverner Novog Meksika
- Onawa Lacy, Miss Novog Meksika 2006.
- Hiroshi H. Miyamura, američki vojnik, nositelj Medalje časti, odlikovan za akcije u Korejskom ratu
- Carolyn S. Shoemaker, američka astronomkinja, suotkrivačica kometa Shoemaker-Levy 9
- Brittany Toll, Miss Novog Meksika 2011.

## Unutrašnje poveznice
- Vidi Popis gradova SAD-a

## Vanjske poveznice
- Službene internet stranice grada Gallupa